# (4153) Roburnham
(4153) Roburnham est un astéroïde de la ceinture principale.

## Description
(4153) Roburnham est un astéroïde de la ceinture principale d'astéroïdes. Il fut découvert le 14 mai 1985 à l'Observatoire Palomar par Carolyn S. Shoemaker. Il présente une orbite caractérisée par un demi-grand axe de 3,14 UA, une excentricité de 0,17 et une inclinaison de 1,4° par rapport à l'écliptique.

## Compléments